# هارت‌ورم
هارت‌ورم (به انگلیسی: Heartworm) یک بازی ویدئویی ترسناک مستقل می‌باشد که در سال ۲۰۲۵ توسط وینسنت آدینولفی برای ویندوز و مک‌اواس منتشر خواهر شد. هارت‌ورم یک «بازی ترسناک رترو لوفای» توصیف شده که عناصر ترس و بقا و وحشت روان‌شناختی را دربرگرفته است، وقایع بازی در یک خانهٔ متروکه صورت می‌گیرند که شایعاتی درمورد جان بخشیدن به افراد مرده در آنجا وجود دارند.